# Christer Bjerkhagen
Christer Bjerkhagen, född 25 september 1942 i Göteborgs Haga församling, är en svensk officer (överstelöjtnant) och modern femkampare som 1965 blev världsmästare i militär femkamp.
Han är adoptivfar till prästen Michael Bjerkhagen.